# Eluveitie
Eluveitie (/ɛlˈveɪti/) est un groupe de folk metal suisse, originaire de Winterthour, dans le canton de Zurich. Le groupe est formé en 2002 par Chrigel Glanzmann, et leur premier EP, Vên, est commercialisé en 2003 suivi par la suite d'un premier album studio, Spirit, en juin 2006. En novembre 2007, Eluveitie signe avec le label Nuclear Blast. Le premier titre de cette collaboration, Slania, est publié en février 2008. L'album atteint la 35e place des classements musicaux suisses, et la 72e des classements musicaux allemands. En avril 2009 sort un album acoustique, Evocation I - The Arcane Dominion. Il est suivi en février 2010 d'Everything Remains as It Never Was. Eluveitie fait paraître Helvetios, un autre album de folk metal, en 2012. Le groupe sort un nouvel album le 1er août 2014, Origins. 
En 2015, Nicole Ansperger quitte le groupe et est remplacée par Shir-Ran Yinon, avant de réintégrer Eluveitie en juillet 2016. En mai 2016, à la suite de divergences d'opinion et de conflits d'intérêts, Anna Murphy, Merlin Sutter et Ivo Henzi quittent le groupe et sont remplacés par de nouveaux musiciens en 2017, avant la sortie de l'album Evocation II. Le 5 avril 2019, le groupe sort Ategnatos, son huitième album.
Le groupe est connu pour utiliser des instruments de musique traditionnels médiévaux ou celtiques, comme des flûtes, la cornemuse, le violon, et la vielle à roue. Les paroles de certaines chansons sont écrites en gaulois, reconstituées ou retranscrites depuis des inscriptions d'époque. Eluveitie tire son nom d'un graffiti étrusque retrouvé à Mantoue faisant référence aux Helvètes.

## Biographie

### Formation et débuts (2002–2006)
En 2002, Chrigel Glanzmann fonde Eluveitie, au départ comme un projet exclusivement studio. Glanzmann souhaite mêler metal et musique celtique. Les musiciens n'ont pas d'autres choix que d'enregistrer leurs morceaux en studio. Le nom du groupe s'inspire d'un graffiti datant d'environ 300 ans avant J.C. découvert à Mantoue. En alphabet étrusque, l'inscription se lisait eluveitie, interprété en langue étrusque comme elvetios (« les suisses »). L'inscription est sans doute une référence aux Helvètes qui vivaient à Mantoue. À la suite de la sortie de leur EP Vên en octobre 2003, Chrigel décide de faire d'Eluveitie un groupe à part entière et recrute neuf musiciens (dont certains avaient déjà participé à Vên). Ils signent en 2004 un contrat avec Fear Dark Records.
Au début de 2006, le groupe effectue un nouveau changement de formation. Sarah Kiener est remplacée par Anna Murphy pour jouer la vielle à roue et Linda Suter est renvoyée. En mi-2006, l'album Spirit est publié au label Fear Dark.

### Slania(2007–2012)
En novembre 2007, Eluveitie signe un contrat avec le label Nuclear Blast et sort (le 15 février 2008) son deuxième album, Slania. L'album atteint la 35e place des classements musicaux suisses, et la 72e des classements musicaux allemands,.
Le projet suivant d'Eluveitie, Evocation, est annoncé en 2008. La première partie de l'album, Evocation I - The Arcane Dominion, est publiée en avril 2009. C'est un album entièrement acoustique. Le groupe publie une édition spéciale de cet album sous le titre Slania/Evocation I – The Arcane Metal Hammer Edition en mai au magazine Metal Hammer qui est édité le 15 avril et qui comprend huit chansons issues de Evocation I - The Arcane Dominion et cinq issues de Slania. Omnos est leur deuxième single. La chanson Inis Mona rencontre un important succès et contribue fortement à faire grandir la popularité du groupe. C'est la chanson du groupe la plus vue sur YouTube[réf. nécessaire]. En 2008, le groupe sort son premier album live, Live at Metalcamp ; il reprend les chansons de leurs deux premiers albums, ainsi que leur EP. Mi-juillet 2008, les jumeaux Rafi et Sevan quittent le groupe pour des raisons personnelles, et sont remplacés par Päde Kistler et Kay Brem.
Eluveitie annonce sur son site web, le 17 septembre 2009, son entrée en studio pour l'enregistrement d'un nouvel album, intitulé Everything Remains as It Never Was. L'album est publié dans son intégralité « en pré-écoute » sur leur page MySpace le 12 février jusqu'à sa sortie européenne. Il est publié le 19 février 2010. Les chants en gaulois sont moins présents, et le groupe se base à nouveau plus sur l'anglais.
Eluveitie tourne en Europe et en Amérique du Nord en 2010. Cette même année, en août, ils sont récompensés dans la catégorie Up and Coming 2010 au Wacken Open Air.

### HelvetiosetOrigins(2012–2014)

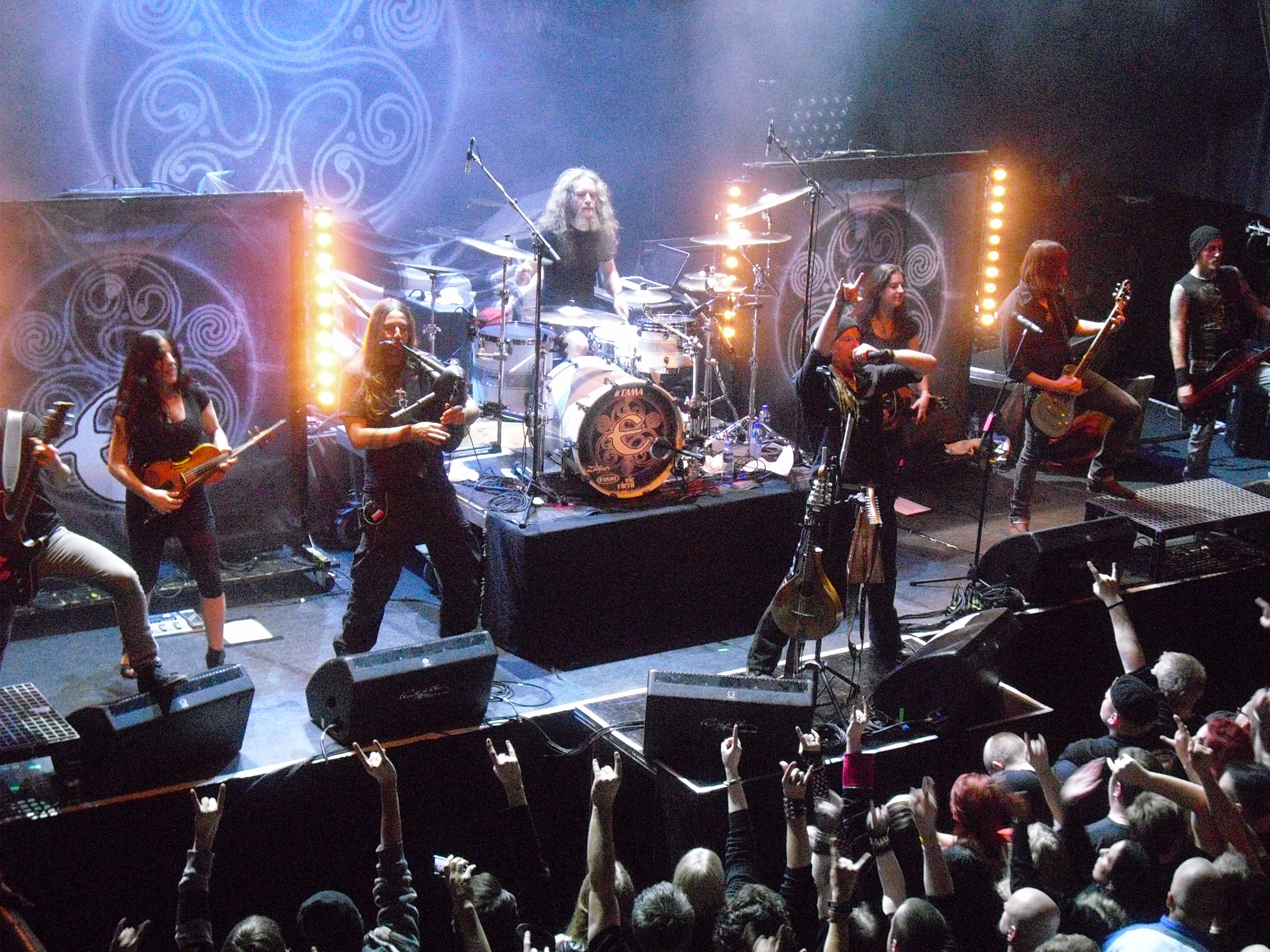
Eluveitie sur scène à Oslo, en octobre 2012.

Eluveitie fait paraître Helvetios, un autre album de folk metal, en 2012, favorablement accueilli par la presse spécialisée. Lors d'un entretien avec le magazine Metal Blast, Chrigel Glanzmann révèle le titre de son futur album solo, Evocation II, et de nouvelles chansons du groupe ; en juin 2013, cependant, aucune date de sortie n'est donnée. Pendant leur tournée en Amérique du Sud, Anna tombe malade le 26 janvier 2013, et doit retourner en Suisse. Malgré cela, le groupe continue la tournée en son absence. Le 29 août 2013, Eluveitie annonce travailler sur un nouvel album, et indique que leur tournée Helvetios World Tour sera leur dernière en live (à l'exception du Eluveitie and Friends Festival) avant de travailler pleinement sur leur album. Le 11 décembre, Nicole Ansperger devient la remplaçante de Meri Tadić au violon.
En mars 2014, Eluveitie remporte le prix de meilleur groupe national aux Swiss Music Awards. En avril la même année, le groupe est en tête d'affiche pour une tournée européenne, aux côtés des groupes Arkona et Skálmöld. Le 14 mai, le groupe annonce la sortie officielle de leur nouvel album pour le 1er août 2014, et son titre, Origins. La couverture créée par Chrigel Glanzmann est également révélée. L'album débute notamment en première position sur le Billboard suisse, atteint la 6e place en Allemagne et la 22e place des classements musicaux autrichiens[réf. nécessaire]. Début juin, le groupe annonce la sortie de leur single issu de l'album Origins, intitulé King, le 13 juin. Eluveitie fait paraître le vidéoclip le 3 juillet.

### Evocation II: Pantheon(2015-2017)

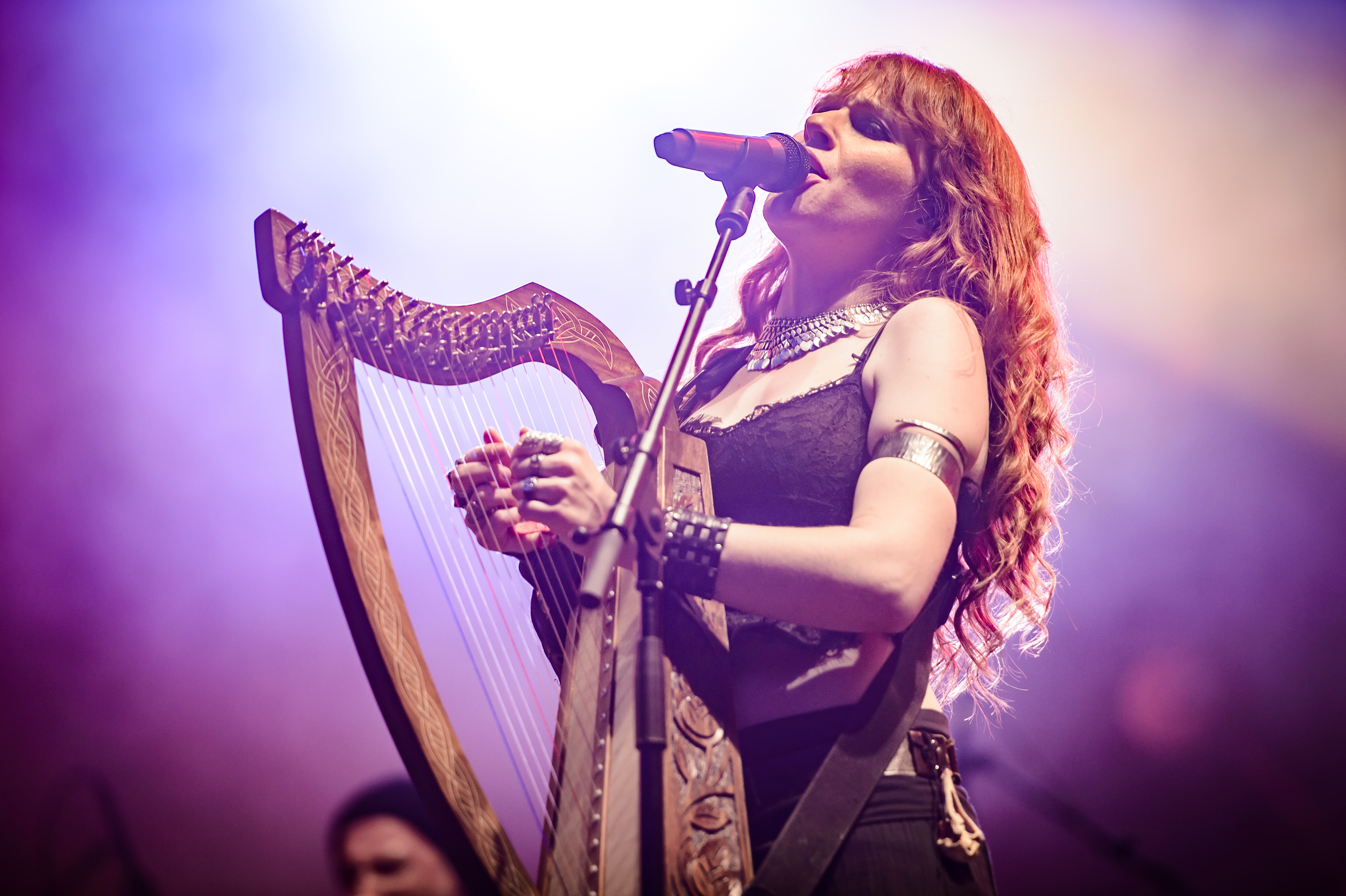
Fabienne Erni (harpe et chant) au Rockharz Open Air de Ballenstedt en 2017.

Le 31 juillet 2015, Eluveitie annonce le départ de sa violoniste Nicole Ansperger, pour raisons familiales. Des auditions sont organisées pour la remplacer. Le 28 août 2015, le groupe déclare avoir choisi Shir-Ran Yinon comme nouvelle violoniste pour le reste de la tournée.
Le 12 avril 2016, le groupe donne un concert acoustique au festival Leyendas del Rock avec le groupe parodique espagnol Gigatron. Le 5 mai 2016, le groupe annonce qu'à la suite de divergences d'opinion et de conflits d'intérêts, Anna Murphy, Merlin Sutter et Ivo Henzi quittent le groupe, à compter du 5 juin 2016, date de leur dernier concert à l'occasion du FortaRock à Nimègue,. Le groupe joue par la suite avec un line-up provisoire composé de Michalina Malisz à la vielle à roue, de Jonas Wolf à la guitare, de Liv Kristine au chant et de Alain Ackermann à la batterie. Shir-Ran Yinon annonce pour sa part que son contrat ne sera pas renouvelé et qu'elle donnera son dernier concert avec Eluveitie le 16 juillet 2016 au festival Masters of Rock en République tchèque. Nicole Ansperger reprend sa place au sein du groupe dès le 20 juillet.
Le 17 septembre 2016, le groupe annonce via sa chaîne YouTube qu'il compte rentrer en studio pour enregistrer l'album Evocation II, faisant suite à Evocation I - The Arcane Dominion. La date de sortie est annoncée pour le printemps 2017.
Le 1er janvier 2017, à l'issue d'un décompte ayant démarré le 15 décembre 2016, les nouveaux membres du groupe sont présentés : il s'agit d'Alain Ackermann à la batterie, Jonas Wolf à la guitare rythmique, Michalina Malisz à la vielle à roue et Fabienne Erni à la harpe et au chant. Le 9 juin 2017, le groupe dévoile un extrait du single "Epona", disponible sur les plateformes de téléchargement. Ils annoncent également dans le même temps la sortie de l'album pour le 18 août 2017. Le concept tourne entièrement autour de la mythologie celtique.
À la suite de la publication de l'album, le groupe part en tournée européenne commune avec Amaranthe dans le cadre du Maximum Evocation II à partir du 25 octobre 2017, avec notamment une première date à Parme et avec des passages dans des villes comme Vienne, Stuttgart, Paris ou bien Londres.
Le 17 octobre 2017, le groupe annonce la sortie de leur nouveau single Rebirth pour le 27 octobre de la même année.

### Réédition deSlaniaetAtegnatos(depuis 2018)
Le 19 octobre 2018, un an après la publication de leur single Rebirth, le groupe retourne en studio pour enregistrer leur huitième album. Pour fêter le dixième anniversaire de la sortie de Slania, une réédition spéciale de l'album est publiée le 16 novembre 2018, incluant notamment des démos, des versions acoustiques, ainsi que des commentaires.

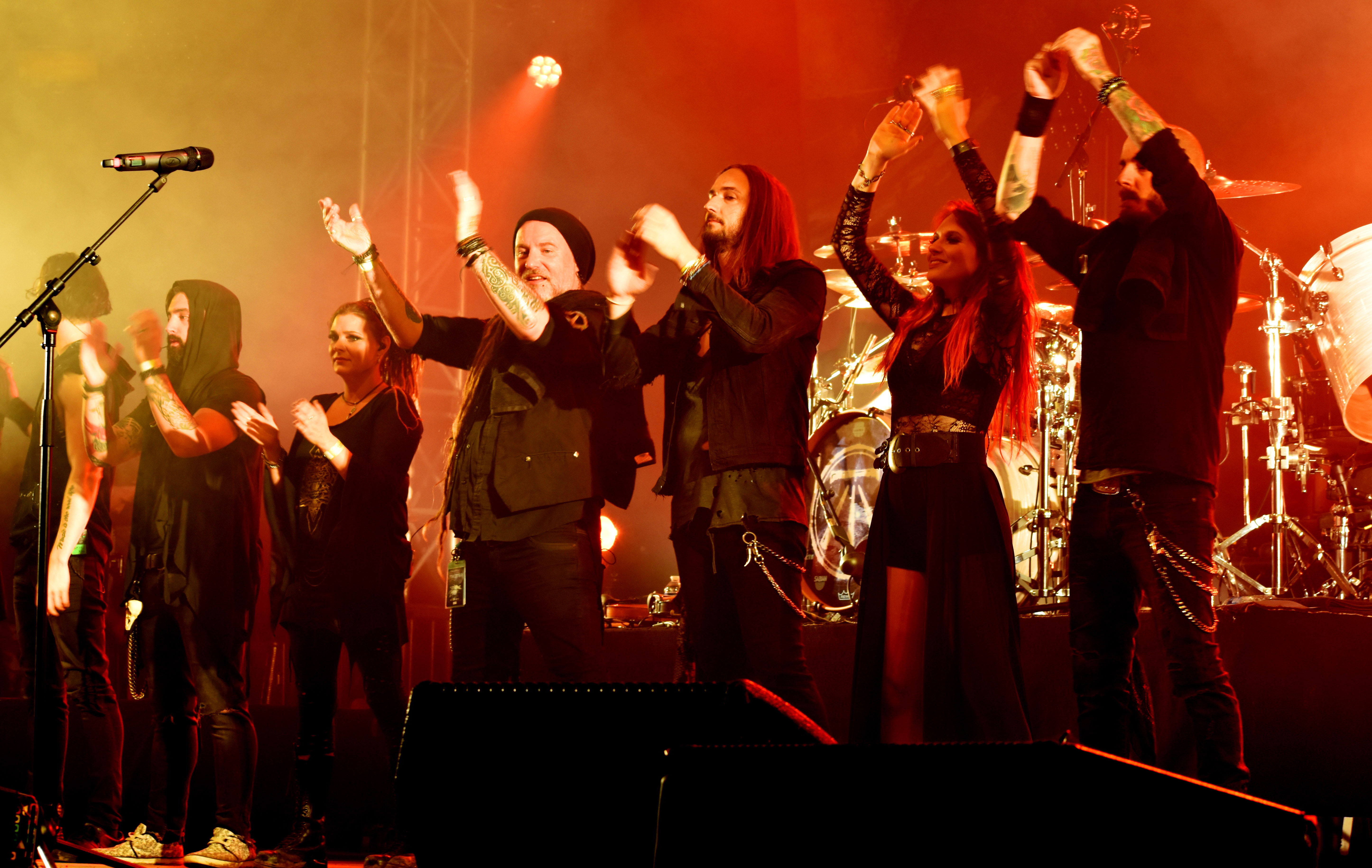
Eluveitie au Motocultor 2019

Le 22 janvier 2019, le groupe annonce la sortie de son huitième album, Ategnatos, pour le 05 avril 2019 toujours sous le label Nuclear Blast. Dans le même temps, ils dévoilent les dates de leur tournée promotionnelle qui démarre le 08 novembre 2019 avec une première étape. Les groupes Lacuna Coil et Infected Rain assurent la première partie. La tournée s'achève le 21 décembre de la même année à Hambourg.  
Le 04 septembre 2019, ils dévoilent la date de sortie de leur nouvel album live pour le 1er novembre 2019, toujours via Nuclear Blast. Celui-ci a été enregistré aux Masters of Rock en République Tchèque, lors de leur précédent passage. Il s'agit alors du premier album live enregistré avec le nouveau line-up.   
Le 30 mars 2020, le groupe annonce de nouvelles dates pour une tournée nord-américaine devant se dérouler entre le 21 septembre et le 25 octobre 2020. Insomnium et Infected Rain sont annoncés comme premières parties. Cependant, en raison de l'épidémie de Covid-19, cette dernière est annulée.    
Le 02 juin 2022, le groupe publie son nouveau single "Aidus".     

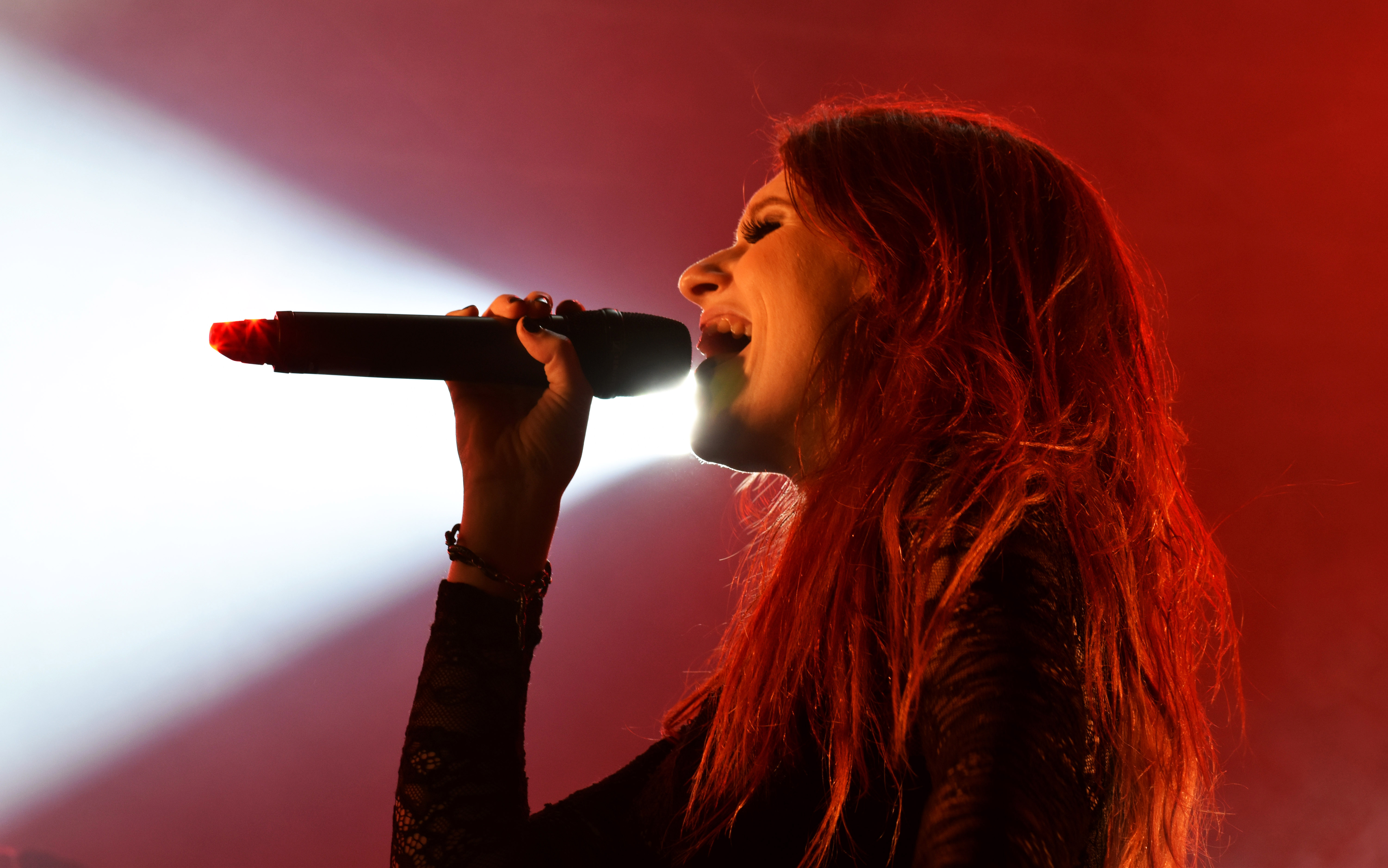
Fabienne Erni au Motocultor 2019.

## Style musical
Lors de sa création, Eluveitie s'inspire du groupe Haemoth[réf. nécessaire]. Dans plusieurs chansons, Eluveitie utilise des paroles en gaulois, une langue celtique continentale aujourd'hui éteinte. Le groupe s'inspire pour ses textes des rares écrits gaulois, comme le plomb du Larzac, le plomb de Chamalières ou le plat de Lezoux. Eluveitie est un terme reconstruit avec une base gauloise qui signifierait « Je suis l'helvète ». Le reste des chansons sont en anglais.

## Récompenses
- 2017 : l'album Evocation II: Pantheon est élu 10e meilleur album de l'année par la rédaction de La Grosse Radio[51]

## Membres

### Membres actuels
- Chrigel Glanzmann – chant, mandoline, tin whistle, gaita, guitare acoustique, bodhrán, harpe, bouzouki (depuis 2002)
- Kay Brem – basse (depuis 2008)
- Rafael Salzmann – guitare solo (depuis 2012)
- Matteo Sisti – cornemuse, tin whistle, guitare acoustique (depuis 2014), vielle à roue (depuis 2024)
- Alain Ackermann – batterie (depuis 2016)
- Jonas Wolf – guitare rythmique (depuis 2016)
- Fabienne Erni - chant, harpe (depuis 2017)
- Lea-Sophie Fischer – violon, vielle à roue (depuis 2024)

### Membres invités
- Laura Fella – chant (depuis 2016)
- Fredy Schnyder – hammered dulcimer (2009, 2011)
- Mina the Fiddler – violon à cinq cordes (2009)
- Oliver Sa Tyr – bouzouki (2009)
- Alan Averill – chant (2009)
- Torbjørn « Thebon » Schei – chant (2010)
- Brendan Wade – uilleann pipes (2010)
- Dannii Young – voix (2010)
- Shir-Ran Yinon - violon, chant (2015–2016)
- Liv Kristine - chant (2016)
- Alain Ackermann - batterie (2016)
- Jonas Wolf - guitare rythmique (2016)

### Anciens membres
- Annie Riediger – vielle à roue (2022-2024)
- Nicole Ansperger – violon, chœurs (2013-2015, 2016-2024)
- Michalina Malisz (d) – vielle à roue (2016-2022[52])
- Merlin Sutter – batterie (2004–2016)
- Ivo Henzi – guitare rythmique (2004–2016)
- Anna Murphy – vielle à roue, chant (2006–2016)
- Patrick « Päde » Kistler – cornemuse, whistle (2008–2014)
- Meri Tadić – violon, chant (2003–2013)
- Siméon Koch – guitare solo, chant (2004–2012)
- Sevan Kirder – cornemuse, flutes, whistle, chant (2003–2008)
- Rafi Kirder – guitare basse, chant (2004–2008)
- Severin Binder – chant (2004–2006)
- Linda Suter – fiddle, chant (2003–2004)
- Sarah Kiener – vielle à roue, accordéon, chant (2005–2006, 2009)
- Dani Fürer – guitare solo (2003–2004)
- Dide Marfurt – vielle à roue, cornemuse (2003–2004)
- Gian Albertin – basse, chant, effets sonores (2003–2004)
- Dario Hofstetter – batterie (2003–2004)
- Yves Tribelhorn – guitare rythmique (2003–2004)
- Philipp Reinmann – bouzouki (2003–2004)
- Mättu Ackerman – fiddle (2003–2004)

## Discographie
- Eluveitie discography (en)

### Albums studio
- 2006 : Spirit
- 2008 : Slania
- 2009 : Evocation I - The Arcane Dominion
- 2010 : Everything Remains as It Never Was
- 2012 : Helvetios[53]
- 2014 : Origins
- 2017 : Evocation II: Pantheon (en)
- 2019 : Ategnatos (en)
- 2025 : Ànv

### Singles et EP
- 2003 : Vên (EP)
- 2008 : Inis Mona
- 2009 : Omnos
- 2010 : Thousandfold
- 2012 : Meet The Enemy
- 2014 : King
- 2014 : The Call of the Mountains
- 2017 : Epona
- 2017 : Rebirth

### Albums live
- 2008 : Live at Metalcamp 2008
- 2012 : Live On Tour 2012
- 2019 : Live at Masters of Rock

### Compilations
- 2009 : Slania / Evocation I - The Arcane Metal Hammer Edition
- 2012 : The Early Years (Eluveitie album) (en)

## Vidéographie

### Clips
- 2006 : Of Fire, Wind, and Wisdom, tiré de Spirit
- 2009 : Inis Mona, tiré de Slania
- 2009 : Omnos, tiré de Evocation I - The Arcane Dominion
- 2010 : Thousandfold, tiré de Everything Remains As It Never Was
- 2012 : A Rose For Epona, tiré de Helvetios
- 2012 : Havoc, tiré de Helvetios
- 2014 : King, tiré de Origins
- 2014 : The Call of the Mountains, tiré de Origins
- 2017 : Epona, tiré de Evocation II - Pantheon, réalisé par Jason Borruso
- 2017 : Lvgvs, tiré de Evocation II - Pantheon, réalisé par Jason Borruso
- 2017 : Rebirth, tiré de Ategnatos
- 2019 : Ategnatos, tiré de Ategnatos
- 2019 : Ambiramus, tiré de Ategnatos
- 2022 : Aidus, réalisé par Marcus Overbeck et Michael Jörg
- 2022 : Exile Of The Gods, tiré du single du même nom, réalisé par Marcus Overbeck et Michael Jörg
- 2024 : Premonition, single du même nom
- 2025 : The Prodigal Ones, tiré de l'album Ànv
- 2025 : Awen, tiré de l'album Ànv
- 2025 : Taranoias, tiré de l'album Ànv

### Lyric vidéos
- 2012 : A Rose For Epona, tiré de Helvetios
- 2014 : The Silver Sister, tiré de Origins
- 2017 : Catvrix, tiré de Evocation II - Pantheon
- 2019 : The Slumber, tiré de Ategnatos
- 2019 : Worship, tiré de Ategnatos, dirigé par Chrigel Glanzmann